# 1918 w filmie
Wydarzenia filmowe w 1918 roku.

## Wydarzenia
- 1 czerwca – ukazało się pierwsze wydanie radzieckiego tygodnika filmowego "Kinoniediela" Dzigi Wiertowa.

## Premiery

### Filmy polskie
- 30 stycznia – Mężczyzna
- luty – Złote bagno
- 7 września – Carska faworyta – reżyseria: Aleksander Hertz.
- 29 października – Melodie duszy
- 20 listopada – Sezonowa miłość
- 25 grudnia – Rozporek i Ska
- Książę Józef Poniatowski

### Filmy zagraniczne
- 1 stycznia – Banici (Berg-Ejvind och hans hustru, Szwecja) – reżyseria: Victor Sjöström, scenariusz: Sam Ask, Victor Sjöström, wykonawcy: Victor Sjöström, Edith Erastoff, John Ekman.
- 9 marca – Berlińska bestia (The Kaiser, the Beast of Berlin, USA) – reżyseria: Rupert Julian.

## Urodzili się
- 2 stycznia – Adam Bahdaj, scenarzysta (zm. 1985)
- 29 stycznia – John Forsythe, aktor (zm. 2010)
- 4 lutego – Ida Lupino, aktorka, reżyser (zm. 1995)
- 5 lutego  – Tim Holt, amerykański aktor (zm. 1973)
- 1 marca – Roger Delgado, aktor (zm. 1973)
- 9 marca – Mickey Spillane, pisarz, aktor (zm. 2006)
- 31 marca – Ted Post, amerykański reżyser (zm. 2013)
- 17 kwietnia
  - Anne Shirley, aktorka (zm. 1993)
  - William Holden, aktor (zm. 1981)
- 14 maja – June Duprez, aktorka (zm. 1984)
- 26 maja – John Dall, aktor (zm. 1971)
- 6 lipca – Sebastian Cabot, aktor (zm. 1977)
- 14 lipca – Ingmar Bergman, aktor, pisarz, reżyser (zm. 2007)
- 18 lipca – Jane Frazee, piosenkarka, aktorka (zm. 1985)
- 26 lipca – Marjorie Lord, aktorka (zm. 2015)
- 9 sierpnia – Robert Aldrich, reżyser (zm. 1983)
- 17 sierpnia – Evelyn Ankers, aktorka (zm. 1985)
- 5 września – Luis Alcoriza, meksykański reżyser, scenarzysta i aktor pochodzenia hiszpańskiego (zm. 1992)
- 13 września – Dick Haymes, amerykański aktor i piosenkarz (zm. 1980)
- 21 września – Rand Brooks, aktor (zm. 2003)
- 14 września – Krystyna Zofia Dobrowolska, polska scenarzystka, reżyser, pisarka (zm. 2001)
- 9 października – Lila Kedrova, aktorka (zm. 2000)
- 13 października – Jack MacGowran, irlandzki aktor (zm. 1973)
- 13 października – Robert Hudson Walker, aktor (zm. 1951)
- 17 października – Rita Hayworth, aktorka (zm. 1987)
- 27 października – Teresa Wright, aktorka (zm. 2005)
- 31 października – Andrzej Krasicki, polski aktor (zm. 1996)
- 4 listopada
  - Art Carney, aktor (zm. 2003)
  - Cameron Mitchell, aktor (zm. 1994)
- 30 listopada – Efrem Zimbalist Jr., aktor (zm. 2014)
- 11 grudnia – Zygmunt Kałużyński, polski krytyk filmowy i publicysta (zm. 2004)

## Zmarli
- 15 lutego – Vernon Castle, angielski tancerz i aktor (ur. 1887)